# Adelajda Truścińska
Adelajda Truścińska (ur. 29 lutego 1987 w Warszawie) – pisarka, scenarzystka, autorka sztuk wizualnych.

## Życiorys
Stypendystka Homines Urbani w Krakowie (2008). Nominowana do Nagrody Literackiej Gdynia (2019) za książkę Życie Adelki. Publikowana m.in. w takich magazynach jak Pismo (2021), Kontent (2021) oraz Wizje (2020). 

## Proza
- Czy Facebook jest fajny czy nie?, Code Red, 2014
- Kołatanie, ArtRage, 2016
- Życie Adelki, Wydawnictwo Krytyki Politycznej, 2018[4]

## Wystawy
- Fotografia rekurencyjna, Galeria Skalna w Strzelinie, 2014
- Udział w wystawie Ministerstwo Spraw Wewnętrznych. Intymność jako tekst w Muzeum Sztuki Nowoczesnej w Warszawie (2017).

## Ciekawostki
- Jej twarz znalazła się na okładce 318 numeru czasopisma z krzyżówkami Jolka (czerwiec 2015)